# Clemon Johnson
Clemon Johnson (ur. 12 września 1956 w Monticello) – amerykański koszykarz, występujący na pozycjach silnego skrzydłowego oraz środkowego, mistrz NBA z 1983 roku, po zakończeniu kariery sportowej trener koszykarski.

## Osiągnięcia
NBA
- Mistrz NBA (1983)[1]

Inne
- Zdobywca Pucharu:
  - Saporty (1990)
  - Włoch (1989, 1990)